# Officine Allestimenti Riparazioni Navali

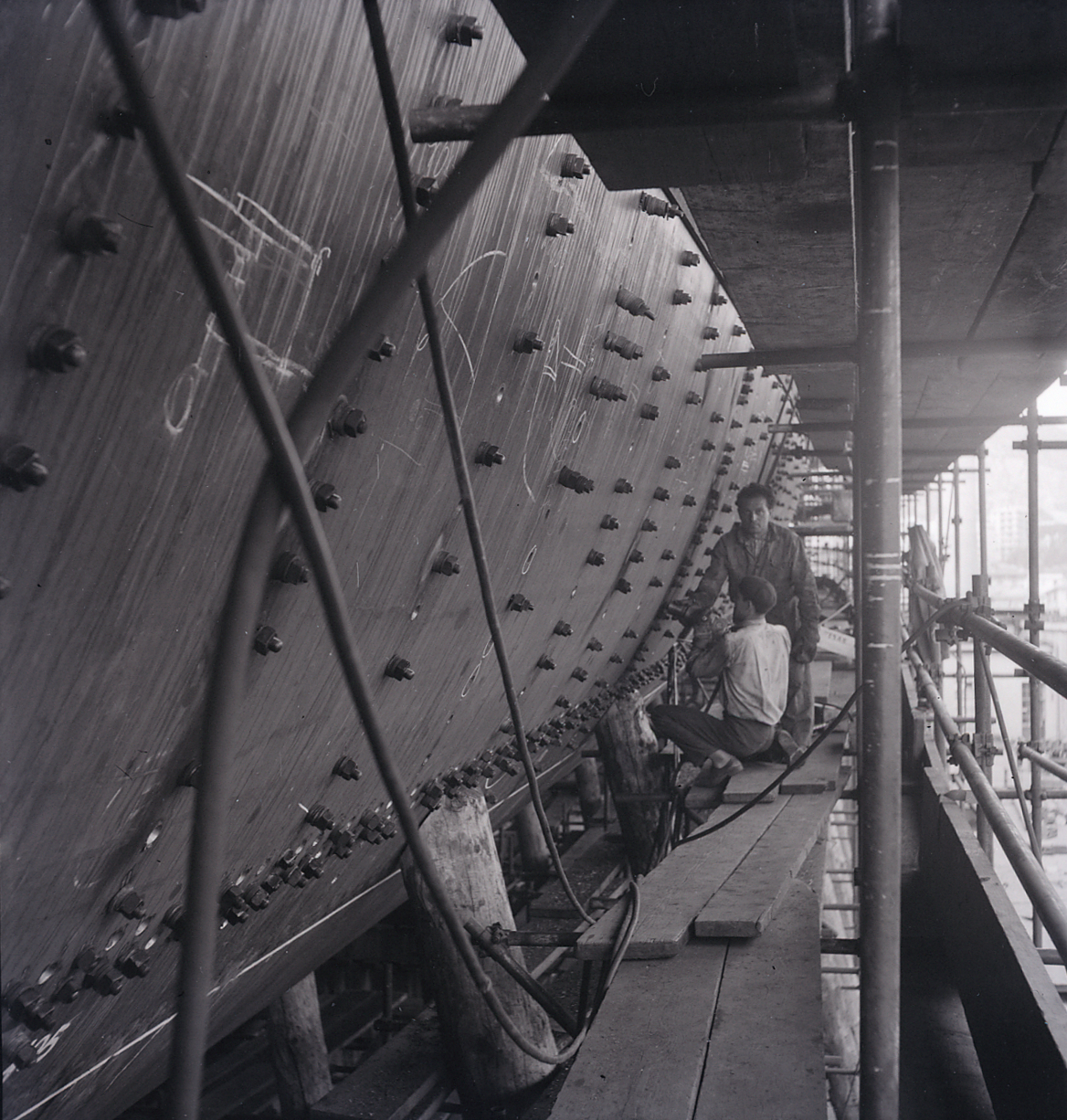
Operai al lavoro nel cantiere Ansaldo di Genova. Foto di Paolo Monti, 1965.

Le Officine Allestimenti Riparazioni Navali (OARN) di Genova sono state da oltre un secolo un fiore all'occhiello della cantieristica navale genovese.

## Storia
Le origini delle Officine risalgono ai primi anni dell'Unità d'Italia, quando il gruppo Ansaldo, che nel 1860 aveva iniziato la sua attività cantieristica con la realizzazione di due piccole cannoniere per la flottiglia del Garda, nel 1886 fece un salto di qualità con l'acquisizione del cantiere Cadenaccio, dove era stato costruito il Cosmos, il più grande veliero in legno italiano, e trasferisce a Sestri Ponente il suo stabilimento meccanico inaugurando la stagione della navi a vapore con gli scafi in ferro. Inserita nella struttura del cantiere Ansaldo c'era anche l'Officina Allestimento Navi, sorta nella zona ampliata del porto per una scelta industriale precisa, quella di varare gli scafi nudi per poi allestire le navi in banchina, con una scelta innovativa che sgomberava rapidamente gli scali che restavano così a disposizione delle nuove costruzioni.

### Dal secondo dopoguerra agli anni novanta

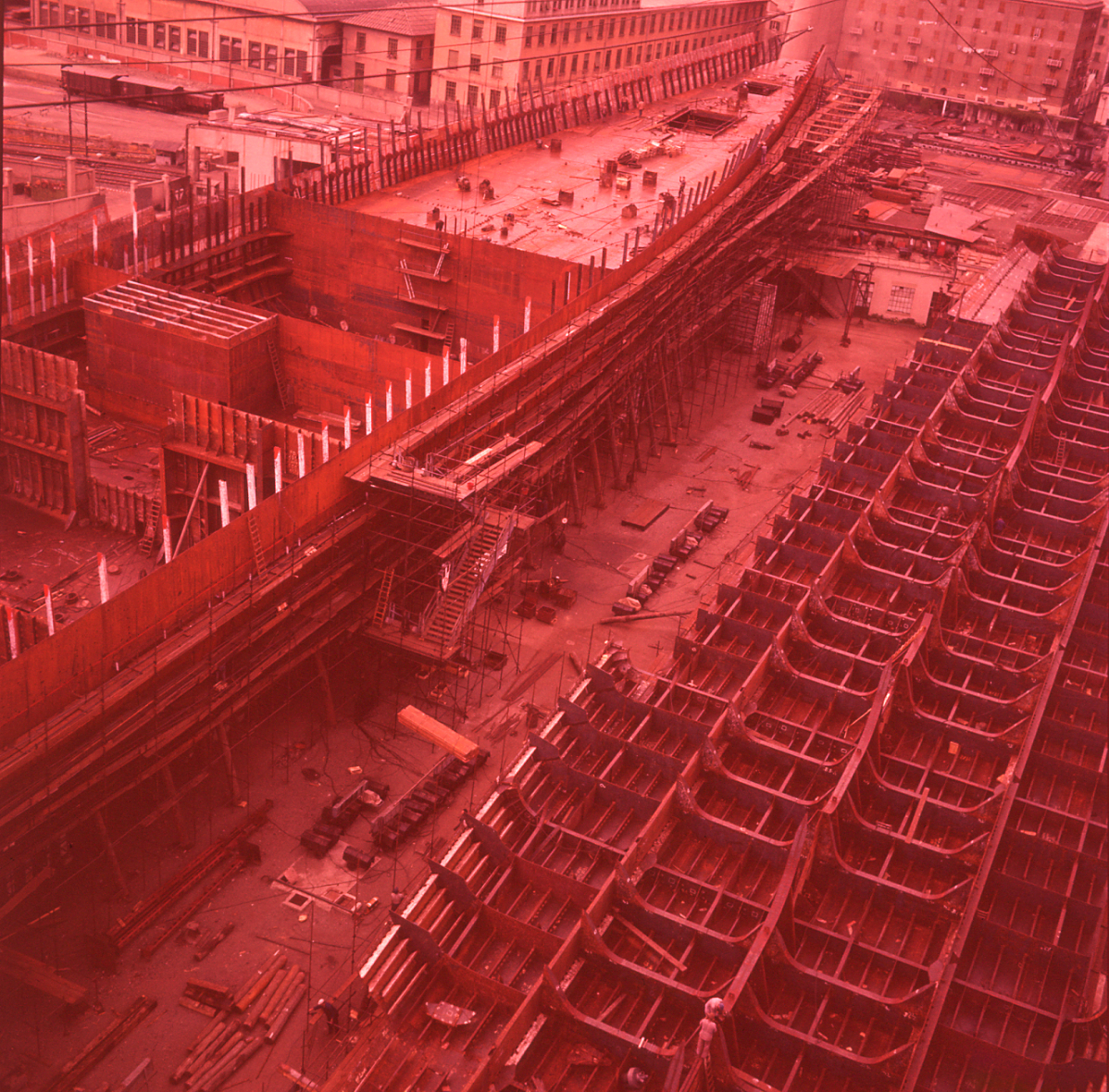
La costruzione di una nave nel cantiere Ansaldo di Genova. Foto di Paolo Monti, 1965.

Le Officine Allestimento Riparazioni Navali a partire dagli anni del secondo dopoguerra sono state, oltre che un fiore all'occhiello della cantieristica navale genovese, un punto di eccellenza conosciuto in tutto il mondo un vero punto di riferimento nel settore delle riparazioni navali, tanto che armatori di tutto il mondo portavano a Genova le navi da fare riparare o trasformare.

La fregata libica Dat Assawari durante i lavori

Nello stesso periodo le Officine Allestimenti Riparazioni Navali vengono sganciate dall'Ansaldo, che negli anni trenta era confluita nell'IRI.
Tra i lavori durante la gestione IRI il riallestimento della fregata della Marina militare libica Dat Assawari avvenuti tra il 1980 e il 1983.
Nel 1984 le Officine Allestimenti Riparazioni Navali finirono sotto la gestione della Fincantieri, che da holding finanziaria delle partecipazioni statali assumeva direttamente in proprio l'attività operativa delle società che prima controllava.

### Dagli anni novanta ad oggi
All'inizio degli anni novanta Fincantieri cedette le Officine Allestimenti Riparazioni Navali ad un consorzio privato costituito da tre manager della stessa OARN, il direttore della produzione Luciano Lemetti, il direttore commerciale Lucio Greco e il direttore del personale Mino Andrea Tambini, che hanno creato una società che, sfruttando il vecchio marchio, è stata chiamata Nuova OARN.
L'area delle riparazioni navali si estende su una superficie di 425,000 metri quadrati e 2,710 metri di banchine assicurando un'ottima disponibilità di spazio, includendo tre aree principali, concentrate ad est del Porto Vecchio: Calata Gadda, Molo Giano e la zona di Levante comprendente Calata Boccardo e Calata Le Grazie. Nell'area sono presenti più di cinquanta imprese, che provvedono una gamma completa di servizi per ogni necessità relativa alle riparazioni, e forniscono anche lavori elettrochimici ed elettronici, offrendo anche servizi quali la carpenteria ed i laboratori di progettazione, la pulizia dello scafo, la verniciatura, la sabbiatura, la pavimentazione ed i servizi sanitari. Nell'area vengono anche eseguite attività di manutenzione e trasformazione di navi che comportano la demolizione parziale di navi. Tra le imprese che operano nell'area i cantieri San Giorgio del Porto-Mariotti cui  sono affidati i lavori di smantellamento della Costa Concordia, che ha presentato anche un progetto di trasformazione dei bacini Riparazioni Navali in un impianto di smaltimento e riciclaggio delle navi.